# Scinax pinima
A Scinax pinima a kétéltűek (Amphibia) osztályának békák (Anura) rendjébe és a levelibéka-félék (Hylidae) családjába tartozó faj.

## Előfordulása
A faj Brazília endemikus faja. Természetes élőhelye a nedves szavannák, szubtrópusi vagy trópusi nedves bozótosok, szubtrópusi vagy trópusi magashegyi bozótosok, szubtrópusi vagy trópusi száraz síkvidéki rétek, mocsarak, időszakos édesvízű mocsarak. A fajt élőhelyének elvesztése fenyegeti.